# Weinstadl
 (août 2020).
Pour le bâtiment de Nuremberg, voir Weinstadel.
Le Weinstadl du 5 Burgstrasse est l'une des plus anciennes maisons encore préservées de Munich. Le bâtiment est inscrit comme monument architectural sur la liste bavaroise des monuments. 

## Histoire et description
La maison de ville gothique, construite en 1525, a été transformée en maison de greffier par le maçon Hans Aerenhofer l'Ancien de 1551 à 1552. Les vestiges du Laubenhof et de la Tour d'escalier, qui appartenaient à l'origine au Weinstadl municipal sur la Dienerstraße, ont été conservés. Hans Mielich a peint la façade en 1552. De 1552 à 1612, le greffe de la ville a été installé dans la batisse. 
Le bâtiment a été gravement endommagé pendant la Seconde Guerre mondiale en 1944 et réparé par Siegfried Schmelcher en 1951. De 1962 à 1963, la peinture de la façade a été restaurée. De 1990 à 1991, l'intérieur a été reconstruit à nouveau. 
À l'intérieur se trouve la dernière tour d'escalier à vis gothique à hélice à Munich. 

## Liens web
- Vue Weinstadl

48.13760411.57742Koordinaten: 48° 8′ 15,4″ N, 11° 34′ 38,7″ O

## Source de traduction
- (de) Cet article est partiellement ou en totalité issu de l’article de Wikipédia en allemand intitulé « Weinstadl » (voir la liste des auteurs).